# David Bandelj
David Bandelj, slovenski pesnik, literarni zgodovinar, zborovodja, * 22. april 1978, Gorica, Italija.

## Življenje
Po maturi (1997) na klasičnem liceju Primoža Trubarja v Gorici se je vpisal na Filozofsko fakulteto Univerze v Ljubljani, kjer je zaključil študij primerjalne književnosti in iz slednje tudi doktoriral (2009) pri Ladu Kralju z disertacijo o dnevniku v slovenski in svetovni literaturi.
Poučeval je na višjih srednjih šolah s slovenskim učnim jezikom v Gorici, trenutno pa je zaposlen na Fakulteti za humanistiko Univerze v Novi Gorici.
Njegova raziskovalna področja so dnevniška in avtobiografska književnost, manjšinske književnosti in slovenska literatura v medkulturnem položaju. Objavlja znanstvene prispevke v strokovnih revijah in zbornikih (Primerjalna književnost, Jezik in slovstvo, Acta Neophilologica, Zborniki Slavističnega društva Slovenije, idr.) sodeluje pri Primorskem dnevniku in tedniku Novi glas ter pri slovenskih kulturnih sporedih RAI. Svoje raziskave predstavlja na pomembnih mednarodnih srečanjih doma in na tujem (Anglija, Kanada, Estonija, Avstrija, Italija).
Leta 2007 je vložil prošnjo, da mu italijanska država, tako kot mnogim drugim Slovencem iz Italije, ki so za to zaprosili, spet povrne priimek v originalni slovenski priimek Bandelj, ki je bil v času fašizma njegovi družini poitalijančen v Bandelli.

## Ustvarjanje
Je avtor dveh pesniških zbirk (Klic iz nadzemlja – 2000, Razprti svetovi – 2006) in knjige esejev Razbiranja žarišča (2008). Uredil je prvo celovito antologijo sodobne poezije Slovencev v Italiji Rod lepe Vide (2009). Pesmi je objavljal v reviji Mladika in Srp, nekaj jih je vključenih v razne antologije (Znamenja, Goriška knjiga, Rod lepe Vide) in prevedenih v italijanščino (v antologiji Intrecci - Prepletanja in reviji Voci della luna).
Aktiven je tudi kot glasbenik, po študiju klavirja na SCGV Emila Komela, se je v zborovskem dirigiranju izpopolnjeval pri Hilariju Lavrenčiču, Wernerju Pfaffu in Stojanu Kuretu, v vokalni glasbi pa pri Franki Žgavec, Nini Kompare in vokalni skupini Voces8. Vodil je različne zborovske sestave: Goriški stolni zbor (2004-07), Mešani pevski zbor Standrež (2001-10), Mešani čezmejski goriški mladinski pevski zbor Primož Trubar (od 2009) in je član pevske skupine Musicum (od 1999).

## Delo

### Poezija
- Klic iz nadzemlja, Mladika, 2000 (COBISS)
- Razprti svetovi, 2006
- Rod lepe Vide - Antologija sodobne poezije Slovencev v Italiji, 2009 (soavtor)
- Enajst let in pol tišine, 2020
- Ronin, 2022[3]
- Enajst let in pol tišine = Undici anni e mezzo di silenzio, 2025[4]

### Strokovna monografija
- Razbiranja žarišča: razmišljanja o meji in literaturi, ZTT = EST, 2008 (COBISS)